# Bernhard Mikuskovics
Bernhard Mikuskovics (* 1970) ist ein österreichischer Musiker, Sänger, Obertonsänger, Multiinstrumentalist, Komponist, Musikproduzent, Buchautor, Musikpädagoge, Instrumentenbauer, Maler und Grafiker.

## Musiker
Bernhard Mikuskovics spielt eine Vielzahl von Instrumenten aus aller Welt, beherrscht die österreichische Maultrommelwechseltechnik und wirkte als Obertonsänger und Multiinstrumentalist solo und mit verschiedenen Gruppen und Ensembles bei diversen internationalen Musikfestivals mit: Rio Harp Festival, 8. Internationales Maultrommelfestival und -kongress in Taucha / Leipzig, 7. Internationales Maultrommelfestival und -kongress in Jakutsk, 1. Internationales Obertonfestival in Kiew, Festival (DA)(NE)S in Maribor, Sound Explicit in Ljubljana, Ancient Trance Festival in Taucha / Leipzig, 8. Obertontage in Dresden, Sterzinger Osterspiele in Sterzing, Le Rêve de l´Aborigène Festival in Airvault, Austria Didgeridoo Festival in Bruck an der Mur, Voice Mania in Wien, Festival der leisen Töne in Würzburg.

## Auszeichnungen
- Native American Music Award (2017) Bearheart Kokopelli
- Silver Arrow Award (2017)
- Silver Arrow Award (2018)
- Global Music Award (2019) Bearheart Kokopelli, Mikuskovics Baum
- Silver Arrow Award (2019)
- Native American Style Flute Award (2020) Bearheart Kokopelli